# Nausitz
Nausitz ist ein Ortsteil der Stadt und Landgemeinde Roßleben-Wiehe im östlichen Teil des thüringischen Kyffhäuserkreises.

## Geographie
Der Ort befindet sich im Norden des Landes Thüringen im südlichen Zipfel der Goldenen Aue unweit der Unstrut am Fuß der Schrecke. Umgeben ist das Becken der Unstrut- und Helmeniederung vom Harz, dem Kyffhäuser und der Hohe Schrecke und einem weiteren Höhenzug im Osten.

## Geschichte
Nausitz wurde im Jahr 1157 erstmals urkundlich unter dem Namen Nuseze erwähnt, als das Kloster Pforta bei Naumburg (Saale) hier zwei Hufen Land erhielt.
1705 kam es zum sog. Nausitzer Schafskrieg. Er wurde ausgelöst, als 150 Donndorfer und Kleinrodaer Bauern dem Rittergut Nausitz 131 Schafe stahlen, nach sieben Jahren Streit mussten sie 127 Schafe und 224 Taler Schadensersatz zurückgeben.
Das Rittergut gehörte ursprünglich der Familie von Werthern, dann von Trebra und danach Otto von Tettenborn (Bergrat). Ein Herr von Creutz erbaute 1696 ein Herrenhaus. 1796 wurde das verschuldete Anwesen der Familie Rosenkranz von Oberstleutnant Ernst August von Römer erworben, in dessen Familie der Besitz bis 1920 blieb. Dann übernahm ihn durch Einheirat Leopold von Münchhausen. 
Ab 1816 gehörte Nausitz zum Landkreis Eckartsberga mit dem Kreissitz Kölleda. 1952 übernahm der Kreis Artern das Amt.
Im April 1945 besetzten US-Truppen den Ort, Anfang Juli abgelöst durch Rote Armee. So wurde Nausitz Teil der SBZ und ab 1949 der DDR. Georg Heino von Münchhausen wurde 1945 entschädigungslos enteignet (Rittergut und Schloss). In den 1950er Jahren erfolgte die Zwangskollektivierung der bäuerlichen Betriebe.
Am 1. Januar 2019 schlossen sich die Gemeinden Nausitz und Donndorf sowie die die Städte Roßleben und Wiehe zur neuen Stadt und Landgemeinde Roßleben-Wiehe zusammen. Die Gemeinde Nausitz gehörte der Verwaltungsgemeinschaft Mittelzentrum Artern an.

### Einwohnerentwicklung

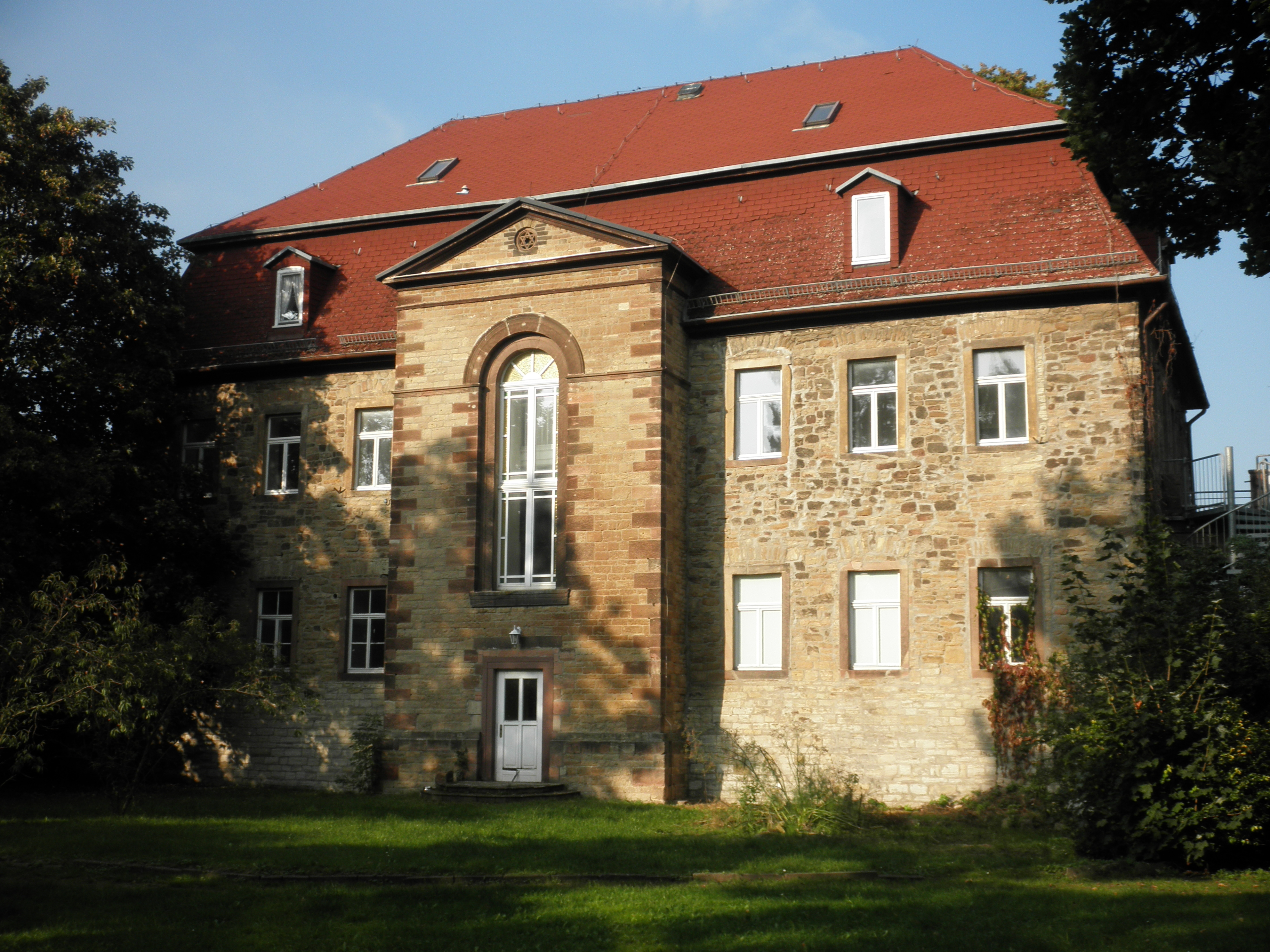
Schloss in Nausitz (2014)

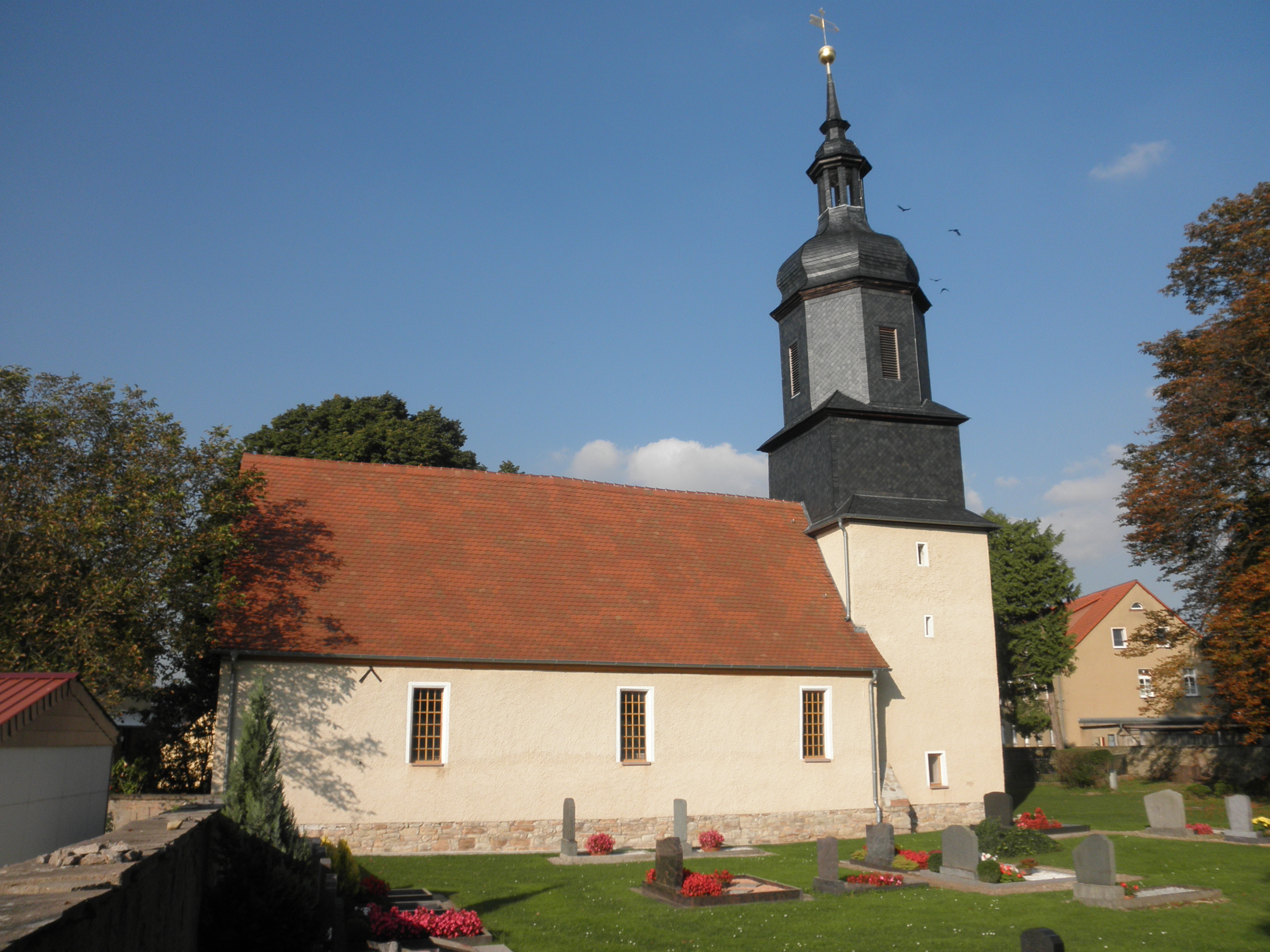
Kirche St. Johannis in Nausitz (2014)

Entwicklung der Einwohnerzahl (jeweils Stichtag 31. Dezember):
- 1994 – 247
- 1995 – 220
- 1996 – 211
- 1997 – 208
- 1998 – 210
- 1999 – 208
- 2000 – 207
- 2001 – 200
- 2002 – 205
- 2003 – 200
- 2004 – 195
- 2005 – 183
- 2006 – 179
- 2007 – 179
- 2008 – 180
- 2009 – 171
- 2010 – 168
- 2011 – 167
- 2012 – 170
- 2013 – 166
- 2014 – 169
- 2015 – 180
- 2016 – 167
- 2017 – 169
- 2018 – 175

Datenquelle: Thüringer Landesamt für Statistik

## Sehenswürdigkeiten
- Kirche St. Johannis: der ursprüngliche Wehrturm stammt aus dem 13. Jahrhundert, das heutige Kirchenschiff entstand um 1700. Wegen Verfalls wurde die Kirche 1981 baupolizeilich gesperrt. Nach der Wende begannen Reparaturarbeiten. 2002 gründete sich ein Freundeskreis zur Erhaltung der St.-Johannis-Kirche, der erste Gottesdienst fand zu Heiligabend wieder statt. Ab 2003 wurden schrittweise erneuert: der Kirchturm, das Dach, die Fassade, die Holztonne, der Innenputz, Türen und Bleiglasfenster.
- Familiengrab der Familien von Römer und von Münchhausen auf dem Kirchhof
- Schloss Nausitz: 1696 errichtete von Creutz ein neues Wohnhaus des Ritterguts. Ab 1861 wurde durch Georg Rudolph von Römer das Herrenhaus/Schloss grundhaft erneuert und ein Park mit seltenen Bäumen angelegt. Das 1945 entschädigungslos enteignete Schloss war von 1948 bis 1995 Kinderheim und ab 1996 Bildungseinrichtung. 2007 wurde das Schloss zur Nutzung als Hotel und Gaststätte verpachtet. Diese Nutzung war nicht von Dauer. Vom Rittergut sind noch stattliche Wirtschaftsgebäude und das Verwalterhaus erhalten.